# Austrothelphusa
Austrothelphusa é um género de caranguejo de água doce que pode ser encontrado na Austrália, Fiji, Indonésia e Papua-Nova Guiné.
Os caranguejos deste género constroem tocas em terrenos argilosos, onde vivem durante a época seca, tapando a entrada das tocas com lama. A humidade do ar permite-lhes sobreviver.

## Espécies
- Austrothelphusa agassizi (Rathbun, 1905)
- Austrothelphusa angustifrons (A. Milne-Edwards, 1869)
- Austrothelphusa gilbertensis Naser, Davie & Waltham, 2018
- Austrothelphusa insularis (Colosi, 1919)
- Austrothelphusa raceki (Bishop, 1963)
- Austrothelphusa tigrina (Short, 1994)
- Austrothelphusa transversa (von Martens, 1868)
- Austrothelphusa valentula (Riek, 1951)
- Austrothelphusa wasselli (Bishop, 1963)